# August Kubizek
 (octobre 2013).
August Kubizek, né le 3 août 1888 à Linz, en Autriche, et mort le 23 octobre 1956 à Eferding, est un chef d'orchestre autrichien. Surnommé « Gustl », il était l'ami et le colocataire d'Adolf Hitler lorsqu'ils étaient étudiants à Linz et à Vienne entre 1904 et 1908.

## L'amitié à Linz (automne 1904 - automne 1907)
Les parents d'August Kubizek sont des Autrichiens d'origine tchèque. Après des études élémentaires, August travaille comme apprenti-tapissier dans l'entreprise de son père. En outre, sa véritable passion est la musique. À la Toussaint de l'année 1904, il fait la rencontre d'Adolf Hitler à l'opéra de Linz. Les deux jeunes gens sont mélomanes et particulièrement attirés par les grands compositeurs germaniques en vogue à la fin du XIXe siècle : Richard Wagner, Gustav Mahler ou encore Félix Mendelssohn. 
À la même époque, Hitler, qui suit encore un enseignement, est renvoyé de la Realschule de Linz, où il s'ennuie. Son professeur d'histoire, Léopold Pötsch, est un fervent pangermaniste. D'ailleurs entre les deux jeunes gens, c'est Hitler qui dirige les discussions politiques et artistiques. Il habite avec sa mère Klara Pölzl à Urfahr dans la banlieue alors qu'August vit chez ses parents à Linz même. Les deux adolescents flânent régulièrement dans les rues de la ville, jusqu'au jour où Hitler tombe amoureux d'une jeune bourgeoise, nommée Stéphanie, rencontrée sur la Landstrasse, alors qu'elle se promenait avec sa mère. On a la mention qu'Hitler aurait voulu se suicider dans le Danube, ne parvenant pas à séduire la jeune fille au cours du printemps 1906. Klara Pölzl, veuve, désormais convaincue que son fils ne fera rien de bon à l'université[réf. nécessaire], accepte qu'il tente son entrée aux beaux-arts.

## La brève colocation à Vienne (février 1908 - octobre 1908)
Hitler s'apprête à tenter le concours d'entrée aux beaux-arts de Vienne en octobre 1907, il s'installe dans la capitale autrichienne. Lorsqu'Adolf Hitler échoue une première fois, il ne prévient pas Kubizek ni sa mère et continue d'étudier le dessin. En décembre 1907, il apprend l'hospitalisation de sa mère et court à son chevet à Linz : elle succombe à un cancer le 21. La famille Kubizek propose alors à Hitler de passer les fêtes de Noël avec eux, mais celui-ci refuse. D'après le témoignage de Kubizek, Hitler aurait réussi à convaincre son père de lui permettre de tenter le Conservatoire de Vienne (février 1908). Ils louent une petite chambre avec un piano dans la Stumpergasse. August apprend le violon et réussit son entrée au Conservatoire. Ils ont peu d'argent pour vivre, bien que l'un reçoive de l'argent de poche de Linz et que l'autre perçoive une pension d'orphelin. Le 8 octobre 1908, Hitler retente son entrée aux beaux-arts, c'est un nouvel échec. On ne sait pas exactement pour quelle raison, peut-être qu'il effectuait son service militaire, Kubizek était absent à cette période-là. Il reçoit des cartes postales d'Hitler et lorsqu'il revient à Vienne au mois de novembre, il retrouve la chambre vide, Hitler est parti.

## La vie de Kubizek de 1909 à 1956
August Kubizek ne retrouve pas Hitler, qui vit pourtant toujours à Vienne. Kubizek poursuit ses études et devient, à partir d'octobre 1912 et jusqu'à l'éclatement de la Première Guerre mondiale, chef d'orchestre au théâtre de Marburg sur Drau (aujourd'hui Maribor). En août 1914, Kubizek est enrôlé dans l'armée austro-hongroise. Après la démobilisation de 1918, il accepte un poste de chef d'orchestre au théâtre d'Eferding (à 30 kilomètres de Linz, Haute-Autriche), la musique continue à être sa passion. Il se marie, deux fils sont nés de cette union.
En 1933, il félicite personnellement Adolf Hitler pour sa nomination à la chancellerie. Les nazis lui demandent d'écrire un ouvrage sur la jeunesse du Führer (Réminiscences, 2 tomes, 1938). Entre 1938 et 1940, il est l'invité personnel au Festival de Bayreuth aux côtés du Führer. Entre 1945 et 1946, il est emprisonné par les Américains qui l'accusent d'avoir été proche d'Hitler, mais il est finalement libéré et rédige un ouvrage sur cette amitié en 1953 sous le titre : Adolf Hitler, mein Jugendfreund (traduction française : Adolf Hitler, mon ami d'enfance, Gallimard, 1954).
Il décède à Eferding en octobre 1956 à l'âge de 68 ans.

## Les mémoires de Kubizek: une source pour l'historien?
Dans les années 1950 et cela jusqu'à une date récente, les historiens, en particulier américains, doutaient sérieusement de la fiabilité des informations données par Kubizek, en l'accusant d'inventer la plupart des anecdotes. Brigitte Hamann, puis d'autres, ont proposé de revaloriser son témoignage. En y regardant de plus près, on se rend compte finalement qu'il a fourni des détails authentiques. À partir de là, L. Machtan[Qui ?] s'est demandé si Kubizek n'avait pas eu une relation homosexuelle avec Hitler, ce que rejette fermement Ian Kershaw. Pourtant, Kubizek note dans ses mémoires qu'à l'époque où ils cohabitaient à Vienne, et même à Linz, Hitler a toujours eu des avances de filles ou de femmes, ce qu'il ne supportait pas[réf. nécessaire]. Il note également que son ami était fou amoureux de Stéphanie qu'il voulait épouser. Kubizek fait une longue description de cette relation à distance entre Hitler et la jeune fille. Dans les années 1950, cette femme était devenue la veuve du colonel Rabatsch. Installée en banlieue viennoise, elle fut très sollicitée. Elle finit par rédiger une note :

« Je ne me souviens pas d'Adolf Hitler. Ce qu'a dit M. Kubizek de l'amour qu'il m'aurait porté est possible ; les indications qu'il a données sur les lieux de mes promenades avec ma mère, sur ma famille, sur moi-même sont exactes sauf sur un point : mes cheveux n'étaient pas coiffés en longues tresses. C'était interdit au collège [...]. Je me souviens avoir reçu, vers l'âge de 20 ans, une lettre d'un garçon inconnu. Il m'écrivait qu'il partait pour Vienne, où il allait entrer à l'Académie des beaux-arts, mais qu'il reviendrait m'épouser. Je ne sais plus si c'était signé ni de quel nom. À l'époque les jeunes filles ne s'intéressaient pas à des garçons plus jeunes qu'elles [...]. »

— Stéphanie Rabatsch.
Cela révèle donc que les informations données par Kubizek sont exactes. En fait, selon François Delpla, il n'a même pas commis d'erreur puisqu'il ne dit pas que Stéphanie a porté des tresses sur le chemin du collège, mais seulement sur une photo que lui-même a connue beaucoup plus tard. On pense aujourd'hui que la veuve a essayé de dissimuler une relation qui aurait peut-être pu voir le jour si Hitler n'avait pas été timide et s'il n'avait pas connu la pauvreté à la suite de son second échec à l'examen d'entrée aux beaux-arts en 1908.
Par contre, les historiens doutent toujours aujourd'hui de Kubizek au sujet de l'émergence de l'antisémitisme chez le jeune Hitler. D'ailleurs il est assez confus dans ses informations. Selon lui, Adolf Hitler était un jeune homme soigné, posé, qui détestait la guerre jusqu'à critiquer les frères Wright d'avoir expérimenté le tir aérien. A contrario, Brigitte Hamann, affirme, en se fondant sur un discours qu'il a donné en 1923 à Munich sur la seconde guerre des Boers, qu'Hitler adorait la guerre depuis son enfance. Kubizek note également que son ami nourrissait une vocation de dictateur qu'il aurait trouvée dans l'opéra Rienzi, de Wagner, qui raconte l'ascension d'un chef politique en s'appuyant sur les masses. On ne sait pas vraiment si le jeune Hitler qui vivait à Vienne en 1908 était antisémite ou non comme il l'affirme lui-même dans Mein Kampf. Kubizek, quant à lui, fait remonter l'antisémitisme d'Hitler à l'époque de Linz (donc avant 1908). Il explique que lors d'une balade, Hitler et lui seraient passés devant une synagogue et que Hitler aurait fait remarquer que cela ne faisait pas partie de Linz. Puis une autre fois, à Vienne, Hitler aurait dénoncé à la police un mendiant juif qui escroquait les passants. Ces informations ne peuvent pas être vérifiées et reposent donc seulement sur les dires de Kubizek. Les historiens tendent aujourd'hui à expliquer la « période de Linz » plutôt comme une approche du pangermanisme ; Hitler se serait déclaré plutôt patriote allemand comme le lui a enseigné le professeur Pötsch. Quant à l'émergence de sa haine des Juifs, elle est probablement à situer lorsqu'il devint manœuvre et peintre de rue (hiver 1908-1909) dans une ville où il était normal de détester les Juifs, comme le soulignait avec virulence le maire antisémite de Vienne, Karl Lueger.